# Safiras Yogo

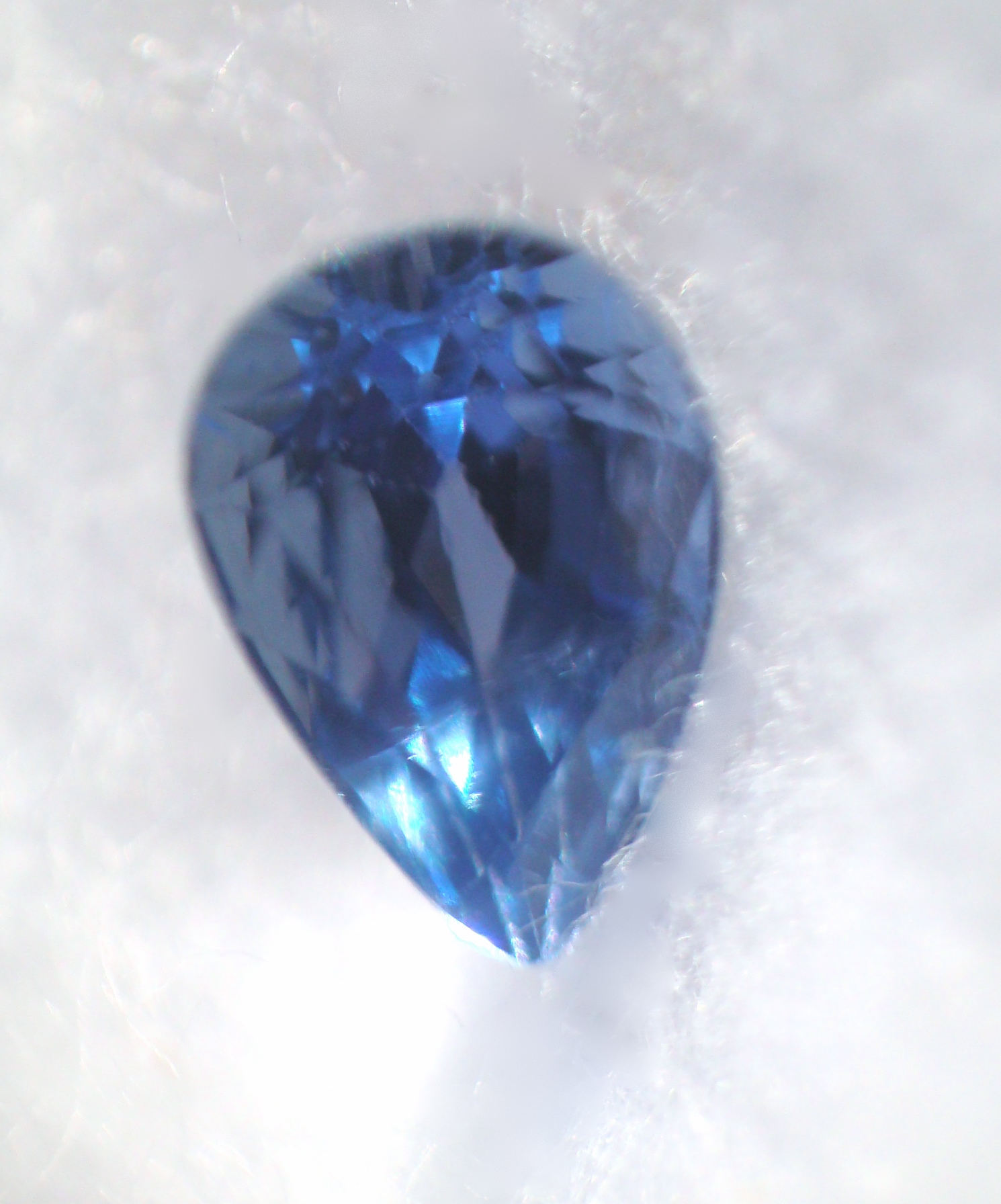
Safira Yogo azul de de 0,43 quilate (0,086 g)

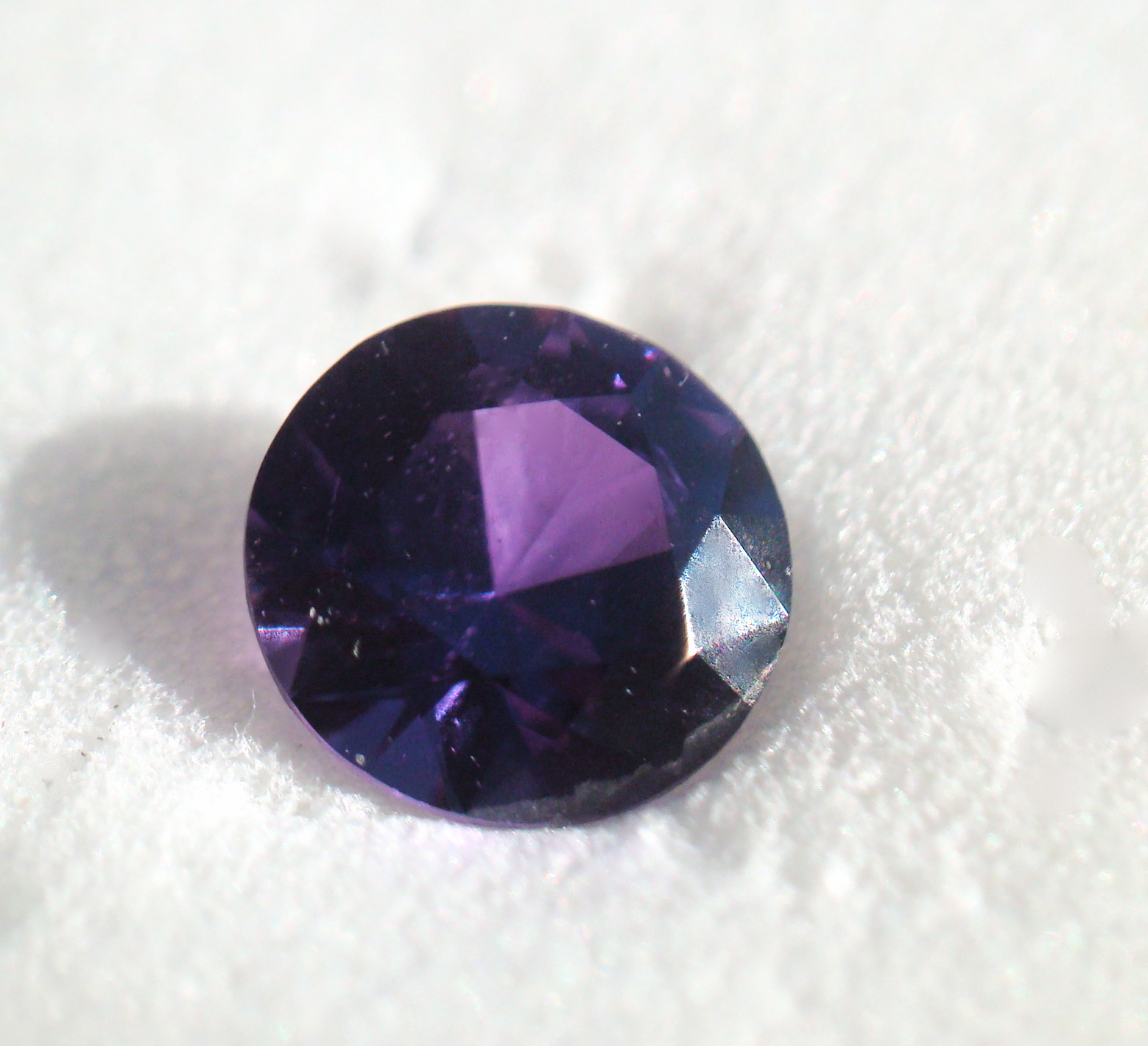
Safira Yogo roxa de 0,37 quilate (0,074 g). Apenas cerca de 2% das safiras Yogo são roxas

Safiras Yogo é uma variedade de corindo encontrado apenas em Yogo Gulch, parte das montanhas Little Belt em Judith Basin County, Montana, Estados Unidos, na terra que foi habitado pelo povo Piegan Blackfeet. Yogos são tipicamente cornflower azul, resultado de pequenas quantidades de ferro e titânio. Eles têm alta clareza uniforme e manter seu brilho sob a luz artificial. Porque safiras Yogo ocorrer dentro de um dique resistiva mergulhando verticalmente ígnea, os esforços de mineração têm sido esporádica e raramente rentável. Estima-se que pelo menos 28 milhões de quilates (5,6 t ou 5,5 toneladas longas ou 6,2 toneladas curtas) de Yogos ainda estão no chão. Jóias contendo Yogos foi dado a First Ladies Florence Harding and Bess Truman; além disso, muitas jóias foram vendidas na Europa, apesar de alegações dos promotores que Yogos estão nas jóias da coroa da Inglaterra ou o anel de noivado da princesa Diana são duvidosos. Hoje, várias safiras Yogo fazem parte da coleção de pedras preciosas do Instituto Smithsonian.